# Cyclocyprididae
Cyclocyprididae är en familj av kräftdjur. Cyclocyprididae ingår i ordningen Podocopida, klassen musselkräftor, fylumet leddjur och riket djur.